# Бакалов, Димо
Димо Найденов Бакалов (болг. Димо Найденов Бакалов; род. 19 декабря 1988[…], Сливен) — болгарский футболист, полузащитник клуба «Локомотив (София)».

## Карьера

### «Сливен»
Является воспитанником «Сливена». За клуб дебютировал 9 августа 2008 года в матче против Локомотива из Пловдива. В сезоне 2008/2009 сыграл 13 встреч и получил одну жёлтую карточку. В следующем сезоне сыграл 11 матчей, получил 3 жёлтых карточки и забил гол: в предпоследнем туре в матче против «Пирина» на 85-й минуте. В сезоне 2010/2011 уже в перовом матче против всё того же «Пирина» забил гол на 51-й минуте. В 16-м туре на матч с «Берое» он получил капитанскую повязку. За 10 матчей после матча с «Берое» он забил 3 мяча (дубль в ворота «Монтаны» и гол в ворота «Академик София») и отдав два голевых паса (в матчах против «Пирина» и «Славии»).

### Первый приход в «Лудогорец»
1 июля 2011 года перешёл из «Сливена» в «Лудогорец» за 175 тысяч евро. За клуб дебютировал в матче против Локомотива из Пловдива. Первый свой гол (как и первый гол «Лудогорца» в высшем дивизионе Болгарии) Димо забил на 59-й минуте 2-го тура чемпионата Болгарии по футболу 2011/2012 в матче против «Берое», сравняв счёт. В сезоне 2011/2012 клуб выиграл Чемпионат и Кубок Болгарии, Димо Бакалов сыграл 17 матчей в чемпионате и кубке Болгарии, где забил 2 гола и отдал 4 голевые передачи. В сезоне 2012/2013 сыграл один матч в квалификации ЛЧ против «Загреба», 14 матчей в чемпионате Болгарии 2012/2013, где забил 4 гола и отдал 2 голевые передачи. В сезоне 2013/2014 сыграл всего 10 матчей: 1 в кубке, 7 в чемпионате Болгарии и 2 в квалификации ЛЧ против «Слована», где Димо Бакалов отдал 2 голевых паса.

### Первый приход в «Берое»
1 июля 2014 года на правах свободного агента перешёл в «Берое». За клуб дебютировал в матче против «Черно море». Всего за сезон провёл 14 матчей, где забил 2 гола и отдал голевой пас.

### «Локомотив» (Пловдив)
24 июня 2015 года на правах свободного агента перешёл в «Локомотив Пловдив». Дебютировал в матче против «Славии». Свой первый гол забил в матче против футбольного клуба «Лудогорец». Всего в сезоне 2015/16 сыграл в 19 матчах, где забил 2 гола и отдал 3 голевые передачи. В сезоне 2016/17 сыграл в 36 матчах, где забил 5 голов и отдал 4 голевых паса. В 26-м туре первого этапа чемпионата Болгарии 2017/18 в матче против «Черно море», Димо Бакалов вышел на поле с капитанской повязкой, а на 88-й минуте удалился. Всего в сезоне 2017/18 сыграл в 32 матчах, забил 10 голов и отдал пять голевых пасов.

### Второй приход в «Лудогорец»
1 июля 2018 года на правах свободного агента вернулся в «Лудогорец». Первый матч за клуб Димо Бакалов провёл в ответном матче квалификации ЛЧ против «Крусейдерс», выйдя с замены на 79-й минуте. Свой первый гол после возвращения забил в матче против «Черно море», в этом же матче он оформил хет-трик из голевых передач. Всего в сезоне 2019/2020 он сыграл 22 матча, где забил 4 гола (два из них забиты в дубле Лудогорца) и отдал 6 голевых передач (одна из них в дубле Лудогорца). В 2019 году принял участие в Суперкубке Болгарии, где вышел всего на семь минут. В сезоне 2019/2020 Димо Бакалов сыграл в 24 матчах (3 матча в фарм-клубе) где забил 2 гола (1 гол в дубле) и отдал два голевых паса.

### Второй приход в «Берое»
В 2020 году во второй раз перешёл в «Берое», где 3 раза вышел в старте, 10 раз с замены и получил одну жёлтую карточку.

### «Царско село»
В 2021 году перешёл в «Царско село», где дебютировал 23 июля в матче против «Черно море». Свой первый гол в клубе забил 6 августа в матче против «Ботева». Всего за клуб сыграл 12 матчей, где забил мяч.

### «Локомотив» (София)
1 июля 2022 года перешёл в «Локомотив (София)». За клуб дебютировал в матче против «Черно море». Свой первый гол забил 8 августа в матче против «Септември».

## Достижения
- Чемпион Болгарии: 2011/12, 2012/13, 2013/14, 2018/19, 2019/20
- Обладатель Кубка Болгарии: 2011/12, 2013/14
- Обладатель Суперкубка Болгарии: 2019